# Clemens Aap Lindenberg

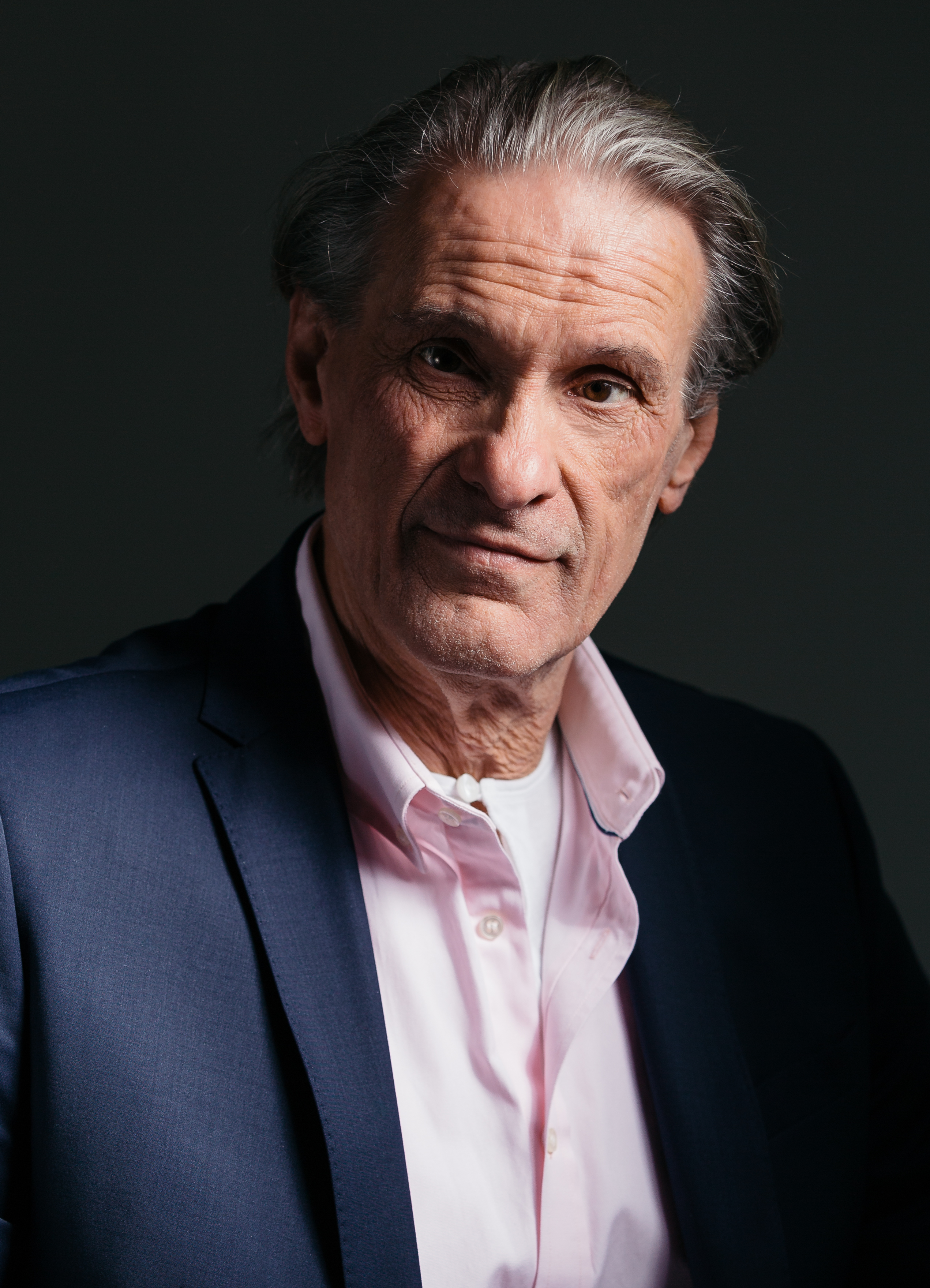
Clemens Aap Lindenberg (2016)

Clemens Aap Lindenberg (* 10. Oktober 1961 in Wien unter dem bürgerlichen Namen Clemens Appel) ist ein österreichischer Schauspieler und Regisseur.

## Leben
Lindenberg besuchte die Volksschule und den Humanistischen Zweig am Rainergymnasium. Es folgte ein Zivildienst beim Roten Kreuz als Sanitäter.
Lindenberg absolvierte eine Schauspielausbildung zunächst bei Wilfried Baasner, anschließend bei Eva Zilcher und Dorothea Neff. 1983 gründete er die freie Theatergruppe THESPISKARREN zur Auseinandersetzung mit neuen Theaterformen. 1985 folgte die Bühnenreife vor der Paritätischen Prüfungskommission (ÖGB). Seitdem ist Lindenberg als freier Schauspieler international am Theater sowie für Film und Fernsehen tätig.
1985 spielte er Endstation Zuchthaus von Jack Unterweger. 1990 erfolgte eine Tournee mit Jack Unterweger Kerker oder Im Namen der Republik durch Österreich. 1992, Unterweger war bereits per internationalem Haftbefehl gesucht, engagierte man Lindenberg für das Fernsehspiel des ORF Der Tag, an dem sie Jack Unterweger fingen (Regie: Houchang Allhayari, Rolle: Journalist Beran). Von 1991 bis 2001 war Lindenberg Mitglied des Ensemble Theaters am Petersplatz und dort in 23 Produktionen zu sehen. Seither ist er als freier Schauspieler und Regisseur tätig.
Lindenberg ist in zweiter Ehe mit der Nachrichtenredakteurin Christiane Lindenberg verheiratet. Er hat aus erster Ehe einen Sohn und eine Tochter und  lebt in Wien, Niederösterreich und der Steiermark.

## Filmografie
- 1985: Weihnachten mit Willi
- 1992: Der Tag, an dem sie Jack Unterweger fingen
- 1994: Der Bessere gewinnt
- 1994: Die Nacht der Nächte
- 1995: Weißes Schaf
- 1996: Schwarzfahrer
- 1999: Die Ehre der Strizzis
- 2005: Das Tor zur Hölle
- 2008: Johanna, Köchin aus Leidenschaft
- 2010: Kottan ermittelt: Rien ne va plus
- 2010: Schnell ermittelt – Marvin Jäger
- 2012: CopStories – Altes Eisen rostet nicht
- 2012: Silent Night
- 2013: Die Wälder sind noch grün[5]
- 2015: The Final Barrier
- 2015: Egon Schiele: Tod und Mädchen
- 2017: Taaoras Lied – Hinter den Mauern der Stille
- 2018: SOKO Kitzbühel – Wenn die Maske fällt
- 2018: Der Pass (Fernsehserie)[6]
- 2024: Im Haus der alten Augustin

## Theater (Auswahl)
- 1991: Felix Mitterer: Die Wilde Frau (Lex), Regie: Michaela Scheday, Ensemble Theater am Petersplatz Wien
- 1994: J.Osborne: Blick zurück im Zorn (Jimmy), Regie Dieter Haspel, Ensemble Theater am Petersplatz Wien
- 2005: Ken Ludwig: Othello darf nicht platzen (Tito Merelli), Regie: Michael Gampe, Waldviertler Hoftheater, Pürbach
- 2006: Johann Nestroy: Der Zerrissene (Krautkopf), Regie: Michael Gampe, Tiroler Landestheater, Innsbruck
- 2011: F. Dürrenmatt: Der Besuch der alten Dame (Lehrer), Regie: Marcus Ganser, Theater zum Fürchten, Mödling / Wien
- 2012: N. Gogol: Nachtasyl (Satin), Regie: Babett Arens, Theater zum Fürchten, Mödling / Wien – (Nestroynominierung: Beste Off-Produktion)
- 2014: Hakon Hirzenberger: Der letzte Ritter oder Liebt Europa (Bratfisch), Regie: Hakon Hirzenberger, Steudltenn, Uderns
- 2015: P. Barrilet / J. P. Grédy: Die Kaktusblüte (Julien Desforges), Regie: Clemens Aap Lindenberg, Christian Schratt, Teatro Aleman Gran Canaria[7]
- 2016: N. Raine: Sippschaft (Christopher), Regie: Babett Arens, Theater zum Fürchten, Mödling / Wien
- 2017: P. Hofbauer/V. Schubert: Ti mo 3 (Don Vito), Regie: Vicky Schubert, Wiener Metropol[8]
- 2017: A.Schnitzler: Komtesse Mizzi (Graf Pazmandy), Regie: Niko Büchel, Festspiele Schloss Tillysburg
- 2018: J. Kesselring: Arsen und Spitzenhäubchen (Jonathan Brewster), Regie: Werner Prinz, Schloßspiele Kobersdorf
- 2018: F. Hochwälder: Donadieu (Donadieu), Regie: Bruno Max, Theater zum Fürchten